# Qantara
Qantara est un magazine trimestriel de langue française consacré à la culture arabe et édité par l’Institut du monde arabe.
Créé en 1991, Qantara tire son nom du mot arabe قنطرة qui signifie « pont », « passerelle », « arche ». Ce magazine de 82 pages illustrées a pour mission de faire découvrir la richesse culturelle du monde arabe et méditerranéen.
Chaque trimestre, ses pages arts, littérature et cinéma rendent compte de l’actualité culturelle et artistique du monde arabe. En complément, le dossier central aborde un thème d’actualité ou d’histoire lié au monde arabe. D’autres rubriques traitent des  voyages et de la cuisine méditerranéenne.